# Oskar von Sperling
Oskar Ernst Karl von Sperling (31 de enero de 1814 en Kölleda - 1 de mayo de 1872 en Dresde) fue un Mayor General alemán que sirvió en la Revolución de Baden y en la Segunda Guerra de Schleswig, la guerra austro-prusiana y en la guerra franco-prusiana. También fue el suegro de Paul von Hindenburg,  y abuelo materno de Erich von Manstein.

## Biografía
Oskar von Sperling nació como hijo mayor de Ernst Wilhelm von Sperling.
Sperling ingresó en el Ejército prusiano en 1832 como oficial candidato en el 31.º Regimiento de Infantería. En 1835, Sperling fue nombrado teniente segundo. Entre 1838 y 1841 fue estudiante en la Academia Militar Prusiana. Después sirvió como adjunto en el Departamento Topográfico en el Estado Mayor General Prusiano. Después, como adjunto en el 29.º Regimiento de Infantería, Sperling participó en la supresión de la Revolución de Baden. Promovido a capitán el 16 de noviembre de 1852, permaneció en la 15.ª División como adjunto hasta abril de 1857. Después brevemente sirvió como comandante de compañía en el 32.º Regimiento de Infantería antes de volver al estado mayor general en enero de 1858, con la promoción a mayor. En 1860 fue enviado a Italia como observador militar, donde asistió al sitio de Gaeta. El 18 de octubre de 1861, habiendo retornado por ahora a Prusia, Sperling fue promovido a teniente coronel. En marzo de 1863 se convirtió en jefe de Estado Mayor del VI Cuerpo, que estaba estacionado en Breslau. En este puesto Sperling participó en la Segunda Guerra de Schleswig. El 18 de junio de 1865 fue pormovido a coronel (Oberst). En el mismo año Helmuth von Moltke, el jefe de Estado Mayor General, escribió en su evaluación que von Sperling era un oficial de gran talento.
Durante la guerra austro-prusiana participó en la campaña en Bohemia con el cuerpo siendo parte del Segundo Ejército, comandado por el Príncipe de la Corona Federico Guillermo de Prusia. Luchó en la batalla de Königgrätz y recibió la Pour le Mérite el 16 de septiembre de 1866, según la recomendación del General de Caballería Louis von Mutius. Este último escribió "Le debo a la incansable actividad del Coronel von Sperling y a sus sensatas medidas que las tropas del VI Cuerpo intervinieran en la batalla de Königgrätz en el tiempo correcto, y su destreza personal en el campo de batalla le hace justo merecedor del codiciado galardón, por ello lo encomiendo a Vuestra Altísima Gracia."
En 1868, Sperling fue promovido a Mayor General. Durante la guerra franco-prusiana, Sperling fue el jefe de Estado Mayor del Primer Ejército, comandado por Karl Friedrich von Steinmetz y después por Edwin Freiherr von Manteuffel. No obstante su salud declinó, retornando pronto a Alemania y se retiró del servicio activo. El 22 de marzo de 1872, recibió una bonificación de 50.000 táleros. Sperling murió el 1 de mayo de 1872 en Dresde.

## Familia
Oskar von Sperling se casó con Pauline Marie Albertine von Klass, hija del General Wilhelm von Klass, en 1845 y tuvo 7 hijos. Entre sus hijos se hallaban Kurt von Sperling, y Gertrud von Sperling quien finalmente se casó con Paul von Hindenburg.

## Honores

### Estados alemanes
Reino de Prusia
- Cruz de Hierro (1870) (Primera y Segunda clases)
- Orden de la Corona (Tercera Clase)
- Pour le Merite

 Gran Ducado de Baden
- Orden del León de Zähringen (Segunda Clase)